# Til-Châtel
Til-Châtel és un municipi francès, situat al departament de la Costa d'Or i a la regió de Borgonya - Franc Comtat. L'any 2007 tenia 957 habitants.

## Demografia

### Població
El 2007 la població de fet de Til-Châtel era de 957 persones. Hi havia 357 famílies, de les quals 78 eren unipersonals (39 homes vivint sols i 39 dones vivint soles), 110 parelles sense fills, 145 parelles amb fills i 24 famílies monoparentals amb fills.
La població ha evolucionat segons el següent gràfic:
Habitants censats

### Habitatges
El 2007 hi havia 428 habitatges, 369 eren l'habitatge principal de la família, 19 eren segones residències i 40 estaven desocupats. 390 eren cases i 37 eren apartaments. Dels 369 habitatges principals, 287 estaven ocupats pels seus propietaris, 62 estaven llogats i ocupats pels llogaters i 21 estaven cedits a títol gratuït; 9 tenien dues cambres, 29 en tenien tres, 100 en tenien quatre i 231 en tenien cinc o més. 283 habitatges disposaven pel capbaix d'una plaça de pàrquing. A 145 habitatges hi havia un automòbil i a 197 n'hi havia dos o més.

### Piràmide de població
La piràmide de població per edats i sexe el 2009 era:
| Homes | Edats   | Dones |
| ----- | ------- | ----- |
| 0     | 95 o +  | 0     |
| 4     | 90 a 94 | 4     |
| 4     | 85 a 89 | 20    |
| 12    | 80 a 84 | 4     |
| 8     | 75 a 79 | 16    |
| 24    | 70 a 74 | 20    |
| 4     | 65 a 69 | 16    |
| 16    | 60 a 64 | 24    |
| 36    | 55 a 59 | 28    |
| 28    | 50 a 54 | 24    |
| 24    | 45 a 49 | 20    |
| 28    | 40 a 44 | 24    |
| 40    | 35 a 39 | 48    |
| 36    | 30 a 34 | 32    |
| 32    | 25 a 29 | 20    |
| 16    | 20 a 24 | 4     |
| 28    | 15 a 19 | 28    |
| 32    | 10 a 14 | 8     |
| 36    | 5 a 9   | 24    |
| 40    | 0 a 4   | 4     |

## Economia
El 2007 la població en edat de treballar era de 607 persones, 497 eren actives i 110 eren inactives. De les 497 persones actives 467 estaven ocupades (258 homes i 209 dones) i 30 estaven aturades (13 homes i 17 dones). De les 110 persones inactives 41 estaven jubilades, 35 estaven estudiant i 34 estaven classificades com a «altres inactius».

### Ingressos
El 2009 a Til-Châtel hi havia 367 unitats fiscals que integraven 979 persones, la mediana anual d'ingressos fiscals per persona era de 19.428 €.

### Activitats econòmiques
Dels 35 establiments que hi havia el 2007, 2 eren d'empreses de fabricació d'altres productes industrials, 8 d'empreses de construcció, 4 d'empreses de comerç i reparació d'automòbils, 5 d'empreses de transport, 5 d'empreses d'hostatgeria i restauració, 1 d'una empresa financera, 5 d'empreses immobiliàries, 3 d'empreses de serveis, 1 d'una entitat de l'administració pública i 1 d'una empresa classificada com a «altres activitats de serveis».
Dels 14 establiments de servei als particulars que hi havia el 2009, 1 era una oficina de correu, 1 taller de reparació d'automòbils i de material agrícola, 1 paleta, 1 guixaire pintor, 3 fusteries, 3 electricistes, 1 veterinari i 3 restaurants.
L'any 2000 a Til-Châtel hi havia 13 explotacions agrícoles que ocupaven un total de 1.700 hectàrees.

## Equipaments sanitaris i escolars
El 2009 hi havia 1 escola maternal i 1 escola elemental.

## Poblacions més properes
El següent diagrama mostra les poblacions més properes.